# بول هوارد
بول هوارد (بالإنجليزية: Paul Howard)‏ هو قائد فرقة ‏ وعازف جاز أمريكي، ولد في 20 سبتمبر 1895 في ستوبنفيل في الولايات المتحدة، وتوفي في 18 فبراير 1980 في لوس أنجلوس في الولايات المتحدة.

## وصلات خارجية
- بول هوارد على موقع ميوزك برينز (الإنجليزية)
- بول هوارد على موقع أول ميوزيك (الإنجليزية)
- بول هوارد على موقع ديسكوغز (الإنجليزية)